# 雪天使 (圖形)

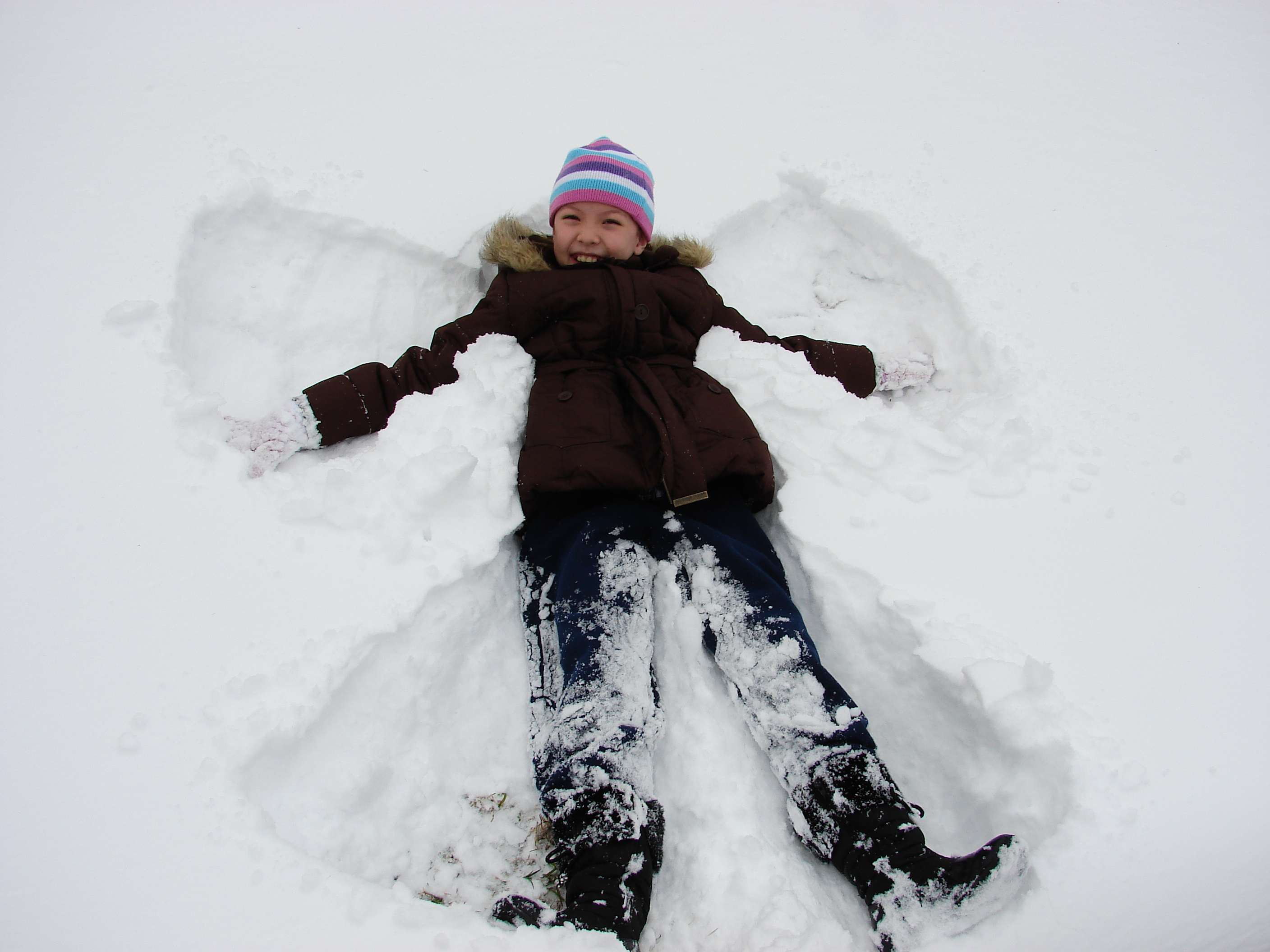
一位正在製作雪天使的人。

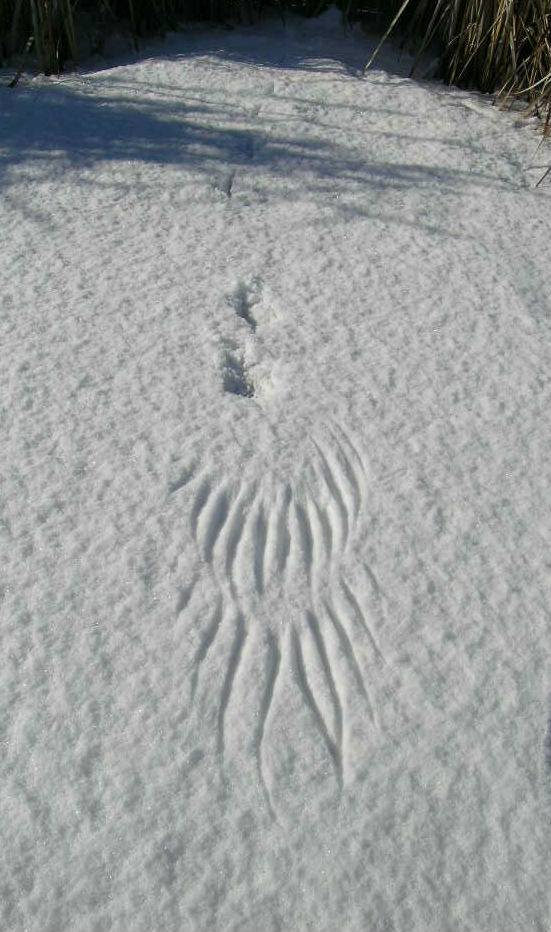
一隻雉雞在蒙大拿的雪地上留下的雪天使。

雪天使是一種圖形，也是一種遊戲。做法是讓一個人仰躺在平坦的、新下的雪上，揮動自己的手臂並擺動自己的雙腿，形成一個天使輪廓，揮手形成的輪廓類似翅膀，而擺腿形成的輪廓則像是禮服。
除了人類，有些鳥類也會製造出雪天使，例如雉雞會在雪地上留下與雪天使類似的圖形，而韋德爾氏海豹也經常在雪地上留下自己的輪廓。

## 世界紀錄
《金氏世界紀錄》認證了一項在同一地點同時出現最多雪天使的世界紀錄，該紀錄發生於2007年2月17日，當時有一群人在北達科他州議會大廈前造出了8962個雪天使。打破了過去由密西根理工大學創下的、由3784名學生、校友和當地居民於該校足球場上造出雪天使的紀錄。.

## 外部連結
- 维基共享资源上的相關多媒體資源：雪天使